# Удільна
Уді́льна (рос. Удельная, марій. Удельная) — присілок у складі Юринського району Марій Ел, Росія. Входить до складу Биковського сільського поселення.

## Населення
Населення — 78 осіб (2010; 131 у 2002).
Національний склад (станом на 2002 рік):
- росіяни — 98 %